# Stanisław Gołąb (prawnik)
Stanisław Aleksander Gołąb (ur. 25 sierpnia 1878 w Rzeszowie, zm. 30 marca 1939 w Krakowie) – polski prawnik, cywilista, profesor nauk prawnych (1921), od 1919 profesor Uniwersytetu Jagiellońskiego.

## Życiorys
Urodził się w 1878 w Rzeszowie jako syn Michała i Marii z domu Rittner. Kształcił się w Gimnazjum im. Franciszka Józefa we Lwowie, gdzie w 1896 zdał egzamin dojrzałości (w jego klasie byli m.in. Kajetan Golczewski, Władysław Semkowicz). Podjął studia na kierunku prawa na Wydziale Prawa Uniwersytetu Jagiellońskiego. W 1900 uzyskał stopień naukowy doktora. Edukację prawniczą prowadził później na zagranicznych uniwersytetach w Wiedniu, Berlinie, Monachium i Paryżu. Od 1901 pracował w służbie Prokuratorii Skarbu we Lwowie, początkowo jako praktykant konceptowy, następnie jako koncypient. Po zdaniu egzaminu prokuratorskiego w 1904, rok później został koncepistą w Prokuratorii Skarbu w Krakowie. Po zdaniu egzaminu adwokackiego w 1909, został mianowany adiunktem, a następnie sekretarzem. Podczas I wojny światowej w 1917 został awansowany na stanowisko radcy skarbu reprezentującego interesy państwa. Uczestniczył w pracach dotyczących stworzenia systemu prawa na obszarze ziem polskich. W 1917 uzyskał habilitację na UJ na podstawie pracy pt. Rozporządzanie hipoteką przez właściciela, napisanej pod kierunkiem Władysława Leopolda Jaworskiego oraz otrzymał tytuł veniam legendi. 
Po odzyskaniu przez Polskę niepodległości, w 1919 uzyskał tytuł profesora nadzwyczajnego. Był członkiem zespołu powołanego celem planowanej kodyfikacji prawa cywilnego, a następnie 22 sierpnia 1919 został mianowany członkiem Komisji Kodyfikacyjnej, powołanej w czerwcu 1919 i w jej ramach pełnił funkcję sekretarza sekcji prawa cywilnego, referenta kodeksu postępowania cywilnego, referenta podkomisji prawa o stosunkach z pokrewieństwa i opieki.  Był współtwórcą projektu kodeksu postępowania cywilnego, prawa rodzinnego, autorskiego i międzynarodowego prawa prywatnego, kodeksu zobowiązań. W 1921 uzyskał tytuł profesora zwyczajnego na UJ. Sprawował stanowiska kierownika Katedry Prawa Cywilnego UJ, a od 1928 także Katedry Prawa Procesowego Cywilnego UJ. Ponadto dwa razy pełnił funkcję dziekana Wydziału Prawa UJ od 1923 do 1924 oraz od 1934 do 1935. Był członkiem Polskiej Akademii Umiejętności.
Zmarł 30 marca 1939 w Krakowie. Został pochowany na cmentarzu Rakowickim w Krakowie (kwatera 24-wsch-po prawej Szumrańskiej).

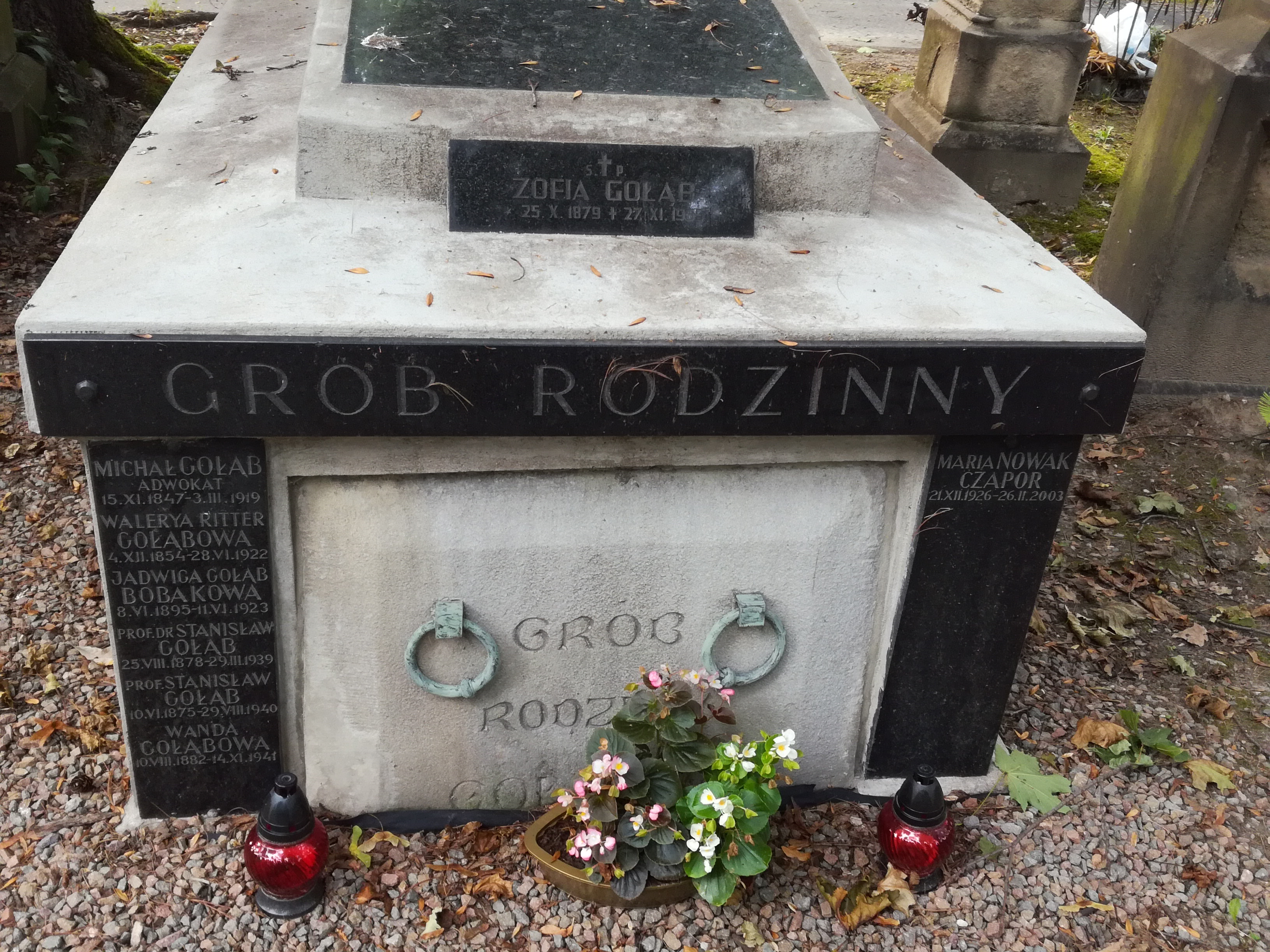
Grób na cmentarzu Rakowickim

## Publikacje
- Wojna a kodeks cywilny (1916)
- Istota ustawowych ograniczeń alienacji w austr. prawie prywatnym (1917)
- Projekt ustępu polskiego kodeksu cywilnego o przymusie, błędzie, podstępie i oświadczeniach nie na serjo: z motywami i tabelą porównawczą (1920)
- Prawo cywilne w zarysie: Wyd. 2. Źródła praw cywilnych, obowiązujących w Polsce; ogólne wiadomości o podmiotowych prawach prywatnych; zarys przepisów prawa prywatnego, obowiązującego w Małopolsce; wykładnia ustaw prawno-prywatnych; rzut oka na prawo międzynarodowe i międzydzielnicowe w Polsce... (1921, współautorzy: Fryderyk Zoll, Tomasz Sołtysik)
- Powszechne obowiązki i prawa obywatelskie (1922)
- Zasady prawa małżeńskiego: z obrad Sekcji Prawa Cywilnego Komisji Kodyfikacyjnej (1925)
- Sądy polubowne według projektu polskiej procedury cywilnej (1926)
- Ankieta nad ustawą, wprowadzającą kodeks polskiej procedury cywilnej, w okręgach apelacyjnych: toruńskim, poznańskim i katowickim (1927)
- Ustawa o prawie autorskim z dnia 29 marca 1926 r. z materiałami (1928)
- Un théorème sur le balayage (1928)
- Théorie et technique de la codification
- Ustrój sądów powszechnych (1929)
- Ustrój sądów powszechnych. Zasady naczelne ustroju sądownictwa w Konstytucji : ustrój sądów powszechnych przed unifikacją : prawo obowiązujące (Zarys systemu, tekst rozporządzenia Prezydenta R.P. z 6 lutego 1928 r. z uzasadnieniem i objaśnieniami) : dodatek: Udział sędziów w innych władzach : wynagrodzenie funkcjonarjuszów sądowych (1929, współautor: Ignacigo Rosenblütha)
- Projekty polskiej procedury cywilnej. Powstanie, uzasadnienie, zdania odrębne (1930)
- Entwurf einer Zivilprocessordnung (1930)
- Polski kodeks postępowania cywilnego a procedura cywilna austriacka (1931)
- Kodeks postępowania cywilnego oraz przepisy wprowadzające Kodeks postępowania cywilnego: (rozporządzenia Prezydenta Rzeczypospolitej z dnia 29 listopada 1930 r., Dz. U. R. P. Nr 83, poz. 651, 652) z przepisami pozostającemi w związku : objaśnione na podstawie materjałów Komisji Kodyfikacyjnej Rzplitej Polskiej i orzecznictwa sądów polskich z wstępem, zawierającym rzut oka na polski proces cywilny (1931, współautor: Zygmunt Wusatowski)
- Polskie prawo małżeńskie w kodyfikacji (1932)
- Zarys polskiego procesu cywilnego. Jurysdykcja sądów powszechnych. Z. 1 (1932)
- Kodeks postępowania cywilnego. Postępowanie sporne. Część 1 (1933, współautor: Zygmunt Wusatowski)
- Kodeks postępowania cywilnego. Część druga: Postępowanie egzekucyjne i zabezpieczające. Wstęp, tekst prawa z uzasadnieniem i objaśnieniami, przepisy wprowadzające, egzekucja administracyjna, rozporządzenia wykonawcze, przepisy o kosztach sądowych (1933, współautor: Zygmunt Wusatowski)
- Interwencja uboczna (1934)
- Rodzina. Projekt działu polskiego kodeksu cywilnego o stosunkach prawnych rodziców i dzieci (1934)
- Sprawa Cornera (1935)
- Il codice di procedura civile polacco: (origine, sistema e principi fondamentali) (1935)
- Organizacja sądów powszechnych opracowana systematycznie z uwzględnieniem rozwoju historycznego, sądownictwa szczególnego oraz ustroju adwokatury, prokuratorii generalnej i notariatu (1938)
- O pełnomocnikach w procesie cywilnym (1938)

## Ordery i odznaczenia
- Krzyż Komandorski Orderu Odrodzenia Polski (11 listopada 1937)[8]
- Złoty Krzyż Zasługi
- Kawaler Orderu Franciszka Józefa (Austro-Węgry, 1916)[9]